# アルツァフ共和国の行政区画
アルツァフ共和国の行政区画（アルツァフきょうわこくのぎょうせいくかく）では、事実上独立状態にあるアルツァフ共和国（旧称ナゴルノ・カラバフ共和国）の行政区画について説明する。その区分けは重複するアゼルバイジャンの行政区画とは異なっている。
本稿では主に2020年の紛争以前の地方行政区画について説明する。

## 概要
アルツァフの地方行政は2層構造で、第一級行政区画は7地区と首都ステパナケルト、第二級は12都市（町）と241農村共同体（村）となっている（いずれも2020年紛争以前）。主にナゴルノ・カラバフ自治州時代の行政区画を踏襲している。
アルツァフの領土と宣言された領域のうち、マルトゥニ地区の一部およびマルダケルト地区の一部（合計327 km2）、シャフミアン地区の旧シャウミャノフスク地区および旧ゲタシェン準地区（合計701 km2）はアゼルバイジャンが実効支配しており、領有権を主張している。
2020年ナゴルノ・カラバフ紛争では南部を中心に領土を失い、停戦協定で旧自治州外を返還した。2022年2月、国民議会は2020年紛争で失った領土に対して領有権を主張したが、2023年ナゴルノ・カラバフ衝突でアゼルバイジャンに事実上降伏した。2024年1月1日付けで同国の解体が宣言されたが、前後してアルメニア人が大量脱出したことで地方政府は機能不全に陥っている。

## 地区
地区（アルメニア語: շրջան、ロシア語: район、英語: region）は、アルツァフで最も大きな行政区画である。ロシア語よりラヨンとも呼ばれる。数は7地区で、アルツァフが実効支配していない地域を含む。うち6地区はナゴルノ・カラバフ自治州に設置されていた5地区と自治州外のシャウミャノフスク地区を前身とする。カシャタグ地区は建国後の1993年12月2日に創設された。また首都のステパナケルトは都市ではあるが、地区と同格の特別市と位置付けられている。
2020年紛争および停戦協定でハドルト地区、シャフミアン地区、カシャタグ地区の全域の実効支配を失った。残留した他の地区も一部を返還し、シュシー地区は首府を失った。ただしその後もすべての地区で新たな行政長官が任命されており、名目上は7地区すべてが存続している。
| 図での番号 | 名称             | アルメニア語名   | ロシア語名          | 首府         | 人口 (2020年) | 面積 (km2) | 人口密度 (人/km2) | 先代           | 2020年停戦協定による処分 |
| ---------- | ---------------- | ---------------- | ------------------- | ------------ | ------------- | ---------- | ----------------- | -------------- | ------------------------ |
| 3          | ステパナケルト市 | Ստեփանակերտ      | Степанакерт         |              | 58,300        | 25.66      | 2,272.0           | 全域が旧自治州 |                          |
| 1          | マルタケルト地区 | Մարտակերտի շրջան | Мартакертский район | マルタケルト | 19,800        | 1,795.1    | 11.0              | 一部が旧自治州 | 一部返還                 |
| 2          | アスケラン地区   | Ասկերանի շրջան   | Аскеранский район   | アスケラン   | 17,000        | 1,221.9    | 13.9              | 全域が旧自治州 | 一部返還                 |
| 4          | マルトゥニ地区   | Մարտունու շրջան  | Мартунинский район  | マルトゥニ   | 21,300        | 951.2      | 22.4              | 一部が旧自治州 | 一部返還                 |
| 5          | シュシー地区     | Շուշիի շրջան     | Шушинский район     | シュシー     | 5,400         | 381.3      | 14.2              | 全域が旧自治州 | 一部返還                 |
| 6          | ハドルト地区     | Հադրութի շրջան   | Гадрутский район    | ハドルト     | 12,000        | 1,876.8    | 6.4               | 一部が旧自治州 | 全域返還                 |
| 7          | シャフミアン地区 | Շահումյանի շրջան | Шаумянский район    | カルバチャル | 3,300         | 1,829.8    | 1.8               | 旧自治州外     | 全域返還                 |
| 8          | カシャタグ地区   | Քաշաթաղի շրջան   | Кашатагский район   | ベルゾル     | 11,700        | 3,376.6    | 3.5               | 旧自治州外     | 全域返還1                |

1: ラチン回廊に位置していたベルゾルと2村は、ロシア平和維持部隊の管理下でアルツァフに残留した。2022年の回廊区域の変更に伴い前述の3都市はアゼルバイジャンに返還され、代わりに4村がロシア平和維持部隊の管理下でアルツァフに復帰した。

## 都市・村
地区の下には12の都市（քաղաք、город、town, city, urban community）と241の農村共同体（գյուղական բնակավայր、сельских населенных пунктов、village, rural community）がある。
2020年紛争前の都市・農村共同体数
- ステパナケルト - 1都市
- マルタケルト地区 - 1都市42村
- アスケラン地区 - 1都市41村
- マルトゥニ地区 - 2都市33村
- シュシー地区 - 1都市6村
- ハドルト地区 - 1都市29村
- シャフミアン地区 - 1都市40村（うち17村はアゼルバイジャンが実効支配）
- カシャタグ地区 - 4都市50村

2020年紛争（停戦協定含む）でアゼルバイジャンに返還した都市・村落数
- マルタケルト地区 - 13村
- アスケラン地区 - 8村
- マルトゥニ地区 - 7村（うち2村は分割された）
- シュシー地区 - 1都市2村
- ハドルト地区 - 1都市41村
- シャフミアン地区 - 1都市16村
- カシャタグ地区 - 3都市99村

### 都市
| 名称                     | アルメニア語名 | ロシア語名  | 人口 (2020年) | 市政施行年 | 所属地区         | 備考                 |
| ------------------------ | -------------- | ----------- | ------------- | ---------- | ---------------- | -------------------- |
| ステパナケルト（特別市） | Ստեփանակերտ    | Степанакерт | 58,300        | 1923年     | 特別市           |                      |
| アスケラン               | Ասկերան        | Аскеран     | 1,800         | 1998年     | アスケラン地区   |                      |
| ハドルト                 | Հադրութ        | Гадрут      | 3,000         | 1998年     | ハドルト地区     | 2020年停戦協定で返還 |
| マルタケルト             | Մարտակերտ      | Мардакерт   | 4,500         | 1985年     | マルタケルト地区 |                      |
| マルトゥニ               | Մարտունի       | Мартуни     | 4,600         | 1985年     | マルトゥニ地区   |                      |
| チャルタル               | Ճարտար         | Чартар      | 4,100         | 2014年     | マルトゥニ地区   |                      |
| カルバチャル             | Քարվաճառ       | Карвачар    | 700           | 1999年     | シャフミアン地区 | 2020年停戦協定で返還 |
| シュシー                 | Շուշի          | Шуши        | 4,200         | 1840年     | シュシー地区     | 2020年停戦協定で返還 |
| ベルゾル                 | Բերձոր         | Бердзор     | 1,900         | 1994年     | カシャタグ地区   | 2022年に返還         |
| コヴサカン               | Կովսական       | Ковсакан    | 700           | 1994年     | カシャタグ地区   | 2020年停戦協定で返還 |
| ミジナヴァン             | Միջնավան       | Миджнаван   | 400           | 1994年     | カシャタグ地区   | 2020年停戦協定で返還 |
| ヴォロタン               | Որոտան         | Воротан     | 600           | 2013年     | カシャタグ地区   | 2020年停戦協定で返還 |

## 自治州時代の行政区画

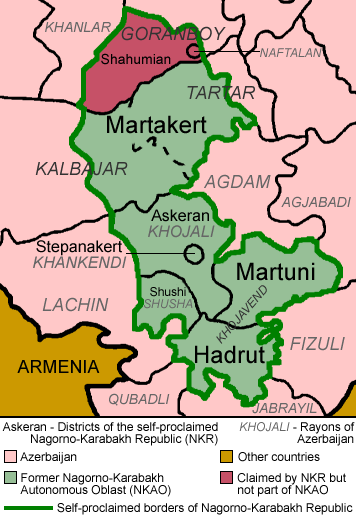
旧ナゴルノ・カラバフ自治州の地図
緑：旧自治州の領域
赤：旧自治州外だがアルメニア人が多数居住しており、アルツァフ共和国による領土主張がある領域
ピンク：旧自治州外
黒字：ナゴルノ・カラバフ自治州の行政区画名
灰色字：アゼルバイジャンでの行政区画名

ナゴルノ・カラバフ自治州時代は5地区とステパナケルト市から成り立っていた。
- ステパナケルト市
- アスケラン地区
- ガドルト地区
- シュシー地区
- マルダケルト地区
- マルトゥニ地区

## アゼルバイジャンの行政区画との重複

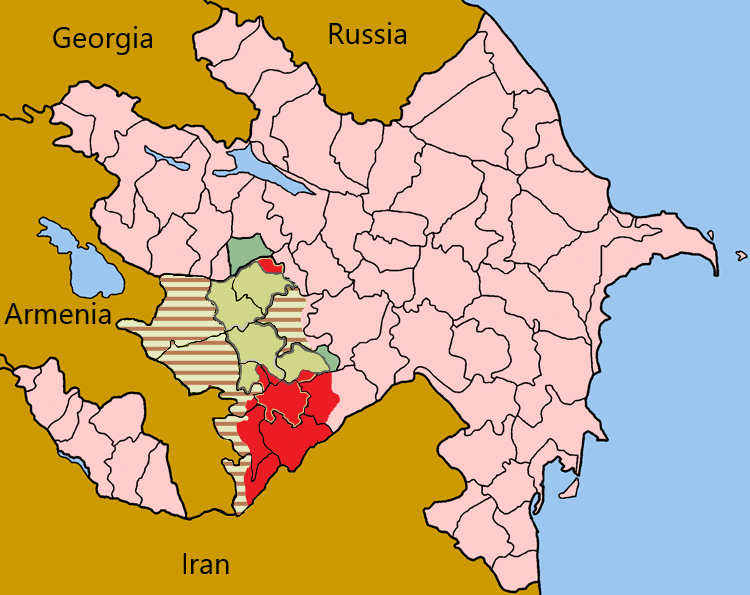
アゼルバイジャンの行政区画にアルツァフを重ね合わせた地図
2020年紛争で喪失した地域（停戦協定で返還）
2020年停戦協定で返還した地域
アルツァフが領有権を主張していた地域（アゼルバイジャンが実効支配）
2020年紛争以降のアルツァフ共和国

アルツァフの建国に前後して、アゼルバイジャンでは以下の変更がなされた。
- 1991年2月12日 - シャウミャノフスク地区を現在のゴランボイ県へ編入
- 1991年9月2日 - 旧シャウミャノフスク地区ソビエトとナゴルノ・カラバフ自治州ソビエトがナゴルノ・カラバフ共和国を建国宣言
- 1991年11月26日 - ナゴルノ・カラバフ自治州を解体
  - アスケラン地区をホジャリ県へ改編
  - ガドルト地区とマルトゥニ地区を合併し、ホジャヴェンド県が発足
  - シュシー地区をシュシャ県へ改編
  - マルダケルト地区をアグダラ県へ改称
- 1992年10月13日 - アグダラ県を廃止、アグダム県とキャルバジャル県とタルタル県で分割

| アゼルバイジャンの行政区画 | アルツァフの行政区画 | 2020年停戦協定による処分   |
| -------------------------- | -------------------- | -------------------------- |
| ハンケンディ市             | ステパナケルト市     |                            |
| ゴランボイ県南部           | シャフミアン地区     | 全域を返還                 |
| キャルバジャル県西部       | シャフミアン地区     | 全域を返還                 |
| キャルバジャル県東部       | マルタケルト地区     | 一部を返還                 |
| タルタル県西部             | マルタケルト地区     | 一部を返還                 |
| アグダム県北西部           | マルタケルト地区     | 一部を返還                 |
| ホジャリ県北部             | アスケラン地区       |                            |
| アグダム県西部             | アスケラン地区       | 全域を返還                 |
| ホジャヴェンド県北部       | マルトゥニ地区       | 一部を返還                 |
| アグダム県南部             | マルトゥニ地区       | 全域を返還                 |
| ホジャヴェンド県南部       | ハドルト地区         | 全域を返還                 |
| ジャブライル県             | ハドルト地区         | 全域を返還                 |
| フィズリ県西部             | ハドルト地区         | 全域を返還                 |
| ラチン県東部               | シュシー地区         | 一部を返還                 |
| シュシャ県                 | シュシー地区         | 一部を返還                 |
| ラチン県                   | カシャタグ地区       | ラチン回廊を除く地域を返還 |
| グバドル県                 | カシャタグ地区       | 全域を返還                 |
| ザンギラン県               | カシャタグ地区       | 全域を返還                 |